# Spasme
Spasme war eine kanadische Technical-Death-Metal-Band aus Val-d’Or, die im Jahr 1994 gegründet wurde und sich 2001 wieder trennte.

## Geschichte
Die Band wurde im Jahr 1994 in Val-d’Or von J-S Ouellette (E-Bass) und Mathieu Marcotte (E-Gitarre) gegründet. Im Jahr 1995 veröffentlichten sie das Demo Traumatisme. Gitarrist Yan Chénier trat Anfang 1998 der Band bei. Zusammen spielten sie in der Region rund um Montreal. Im Juni 2000 erhielt die Band mit Damien Hélie einen neuen Schlagzeuger und im April 2001 einen neuen Sänger namens Stéphane Soucy. Zusammen spielten sie sowohl lokale als auch internationale Auftritte. Auf ihrem ersten und einzigen Album war Martin Lacroix (ex-Cryptopsy) als Sänger vertreten. Das Album Deep Inside wurde im Jahr 2000 bei Neoblast Records veröffentlicht. Die Band löste sich im Oktober 2001 wieder auf. Einige Mitglieder traten später der Band Augury bei.

## Diskografie
- 1995: Traumatisme (Demo, Eigenveröffentlichung)
- 2000: Deep Inside (Album, Neoblast Records)